# Auzéville-en-Argonne
Auzéville-en-Argonne is een Franse plaats en voormalige gemeente in het departement Meuse in de regio Grand Est.
Op 1 januari 1973 werd de gemeente opgeheven en opgenomen in Clermont-en-Argonne.
Auzéville-en-Argonne · Clermont-en-Argonne · Jubécourt · Parois